# Lesme
Lesme település Franciaországban, Saône-et-Loire megyében. Lakosainak száma 173 fő (2022. január 1.). Lesme Garnat-sur-Engièvre, Saint-Martin-des-Lais, Bourbon-Lancy és Vitry-sur-Loire községekkel határos.

## Népesség
A település népességének változása:
| Lakosok száma | 189  | 192  | 198  | 187  | 183  | 179  | 176  | 172  | 173  |
|               | 2013 | 2015 | 2016 | 2017 | 2018 | 2019 | 2020 | 2021 | 2022 |